# 米德爾伯里 (印地安納州克萊縣)
米德爾伯恩（英語：Middlebury）是位於美國印地安納州克萊縣的一個非建制地區。該地的面積和人口皆未知。

## 地理
米德爾伯恩的座標為39°15′51″N 87°07′08″W / 39.26417°N 87.11889°W，而該地的平均海拔高度為204米（即669英尺）。